# Paula Lavigne
Paula Mafra Lavigne (Rio de Janeiro, 31 de março de 1969) é uma ex-atriz, produtora cinematográfica e empresária brasileira.
Foi casada com o músico e compositor brasileiro Caetano Veloso de 1986 a 2004, com quem tem dois filhos. Em 2016 retomaram a relação, desta vez em formato de união estável.

## Biografia
Lavigne teria conhecido o cantor Caetano Veloso quando tinha treze anos de idade e atuava numa peça teatral; segundo contou, teria com ele perdido a virgindade no aniversário de quarenta anos do artista, fato esse que tem provocado polêmicas desde então: em 2017 um integrante do Movimento Brasil Livre, de direita, foi condenado a indenizar o casal após divulgar nas redes sociais uma acusação de pedofilia contra Caetano. Aos dezesseis ela declarou ter feito um aborto para, segundo justificou, não se tornar mãe na adolescência.
O relacionamento entre os dois durou de 1986 a 2004. No ano seguinte a artista protagonizou um episódio no qual jogara seu carro contra o portão do condomínio onde Caetano morava. Embora separados os dois mantiveram a amizade e Lavigne continuou a cuidar dos negócios do ex-marido até que, em 2016, se reconciliaram.

## Filmografia

### Como atriz
| Ano  | Título                                 | Papel                               | Notas              |
| ---- | -------------------------------------- | ----------------------------------- | ------------------ |
| 2023 | Angélica: 50 e Tanto                   | Ela mesma                           | Episódio: "Mulher" |
| 1995 | Explode Coração                        | Sônia Salgado / Soninha Contratempo |                    |
| 1994 | Pátria Minha                           | Flávia Garcia de Aboim Mayrinck     |                    |
| 1994 | Você Decide                            |                                     | Um episódio        |
| 1993 | Contos de Verão                        |                                     | Minissérie         |
| 1990 | Lua Cheia de Amor                      | Renata                              |                    |
| 1989 | Sermões – A História de Antônio Vieira |                                     |                    |
| 1988 | Vale Tudo                              | Daniela Galhardo                    |                    |
| 1987 | Um Trem para as Estrelas               |                                     |                    |
| 1987 | Brega & Chique                         | Vânia da Silva                      |                    |
| 1986 | Anos Dourados                          | Marli                               | Minissérie         |
| 1986 | O Cinema Falado                        | Jovem mulher na cama                |                    |

### Como produtora
| Ano  | Título                                                          | Notas               |
| ---- | --------------------------------------------------------------- | ------------------- |
| 2012 | Reis e Ratos                                                    |                     |
| 2010 | O Bem-Amado                                                     |                     |
| 2008 | Romance                                                         |                     |
| 2007 | Ó Paí, Ó                                                        |                     |
| 2005 | O Coronel e o Lobisomem                                         |                     |
| 2005 | 2 Filhos de Francisco – A História de Zezé di Camargo & Luciano | Produtora executiva |
| 2005 | Meu Tio Matou um Cara                                           |                     |
| 2003 | Lisbela e o Prisioneiro                                         |                     |
| 2003 | Benjamim                                                        |                     |
| 1999 | Gêmeas                                                          | Coprodutora         |
| 1999 | Orfeu                                                           |                     |